# Bare (gmina Prijepolje)
Bare (cyr. Баре) – wieś w Serbii, w okręgu zlatiborskim, w gminie Prijepolje. W 2011 roku liczyła 42 mieszkańców.